# Ґрунтопокривні рослини

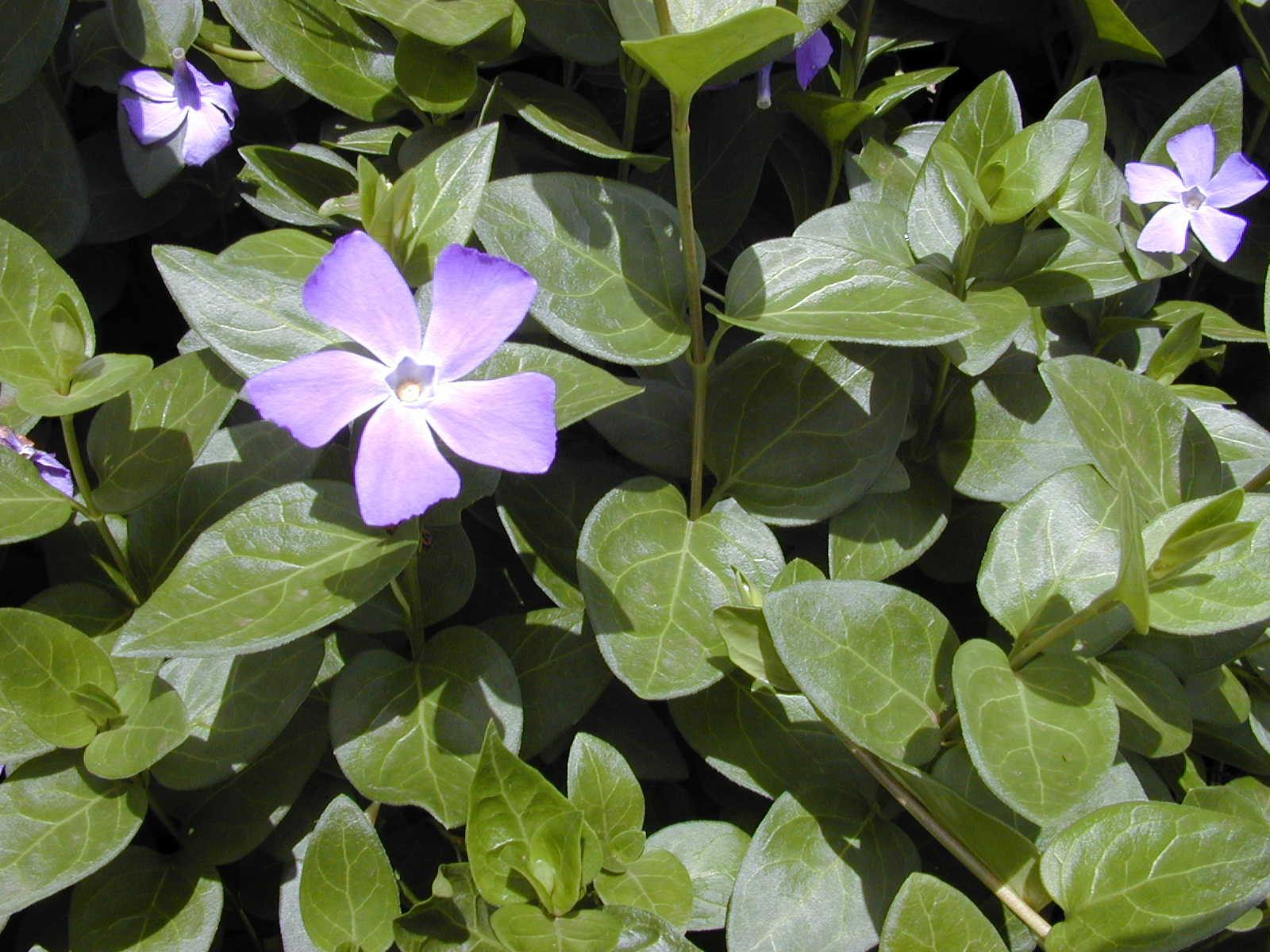
Барвінок великий

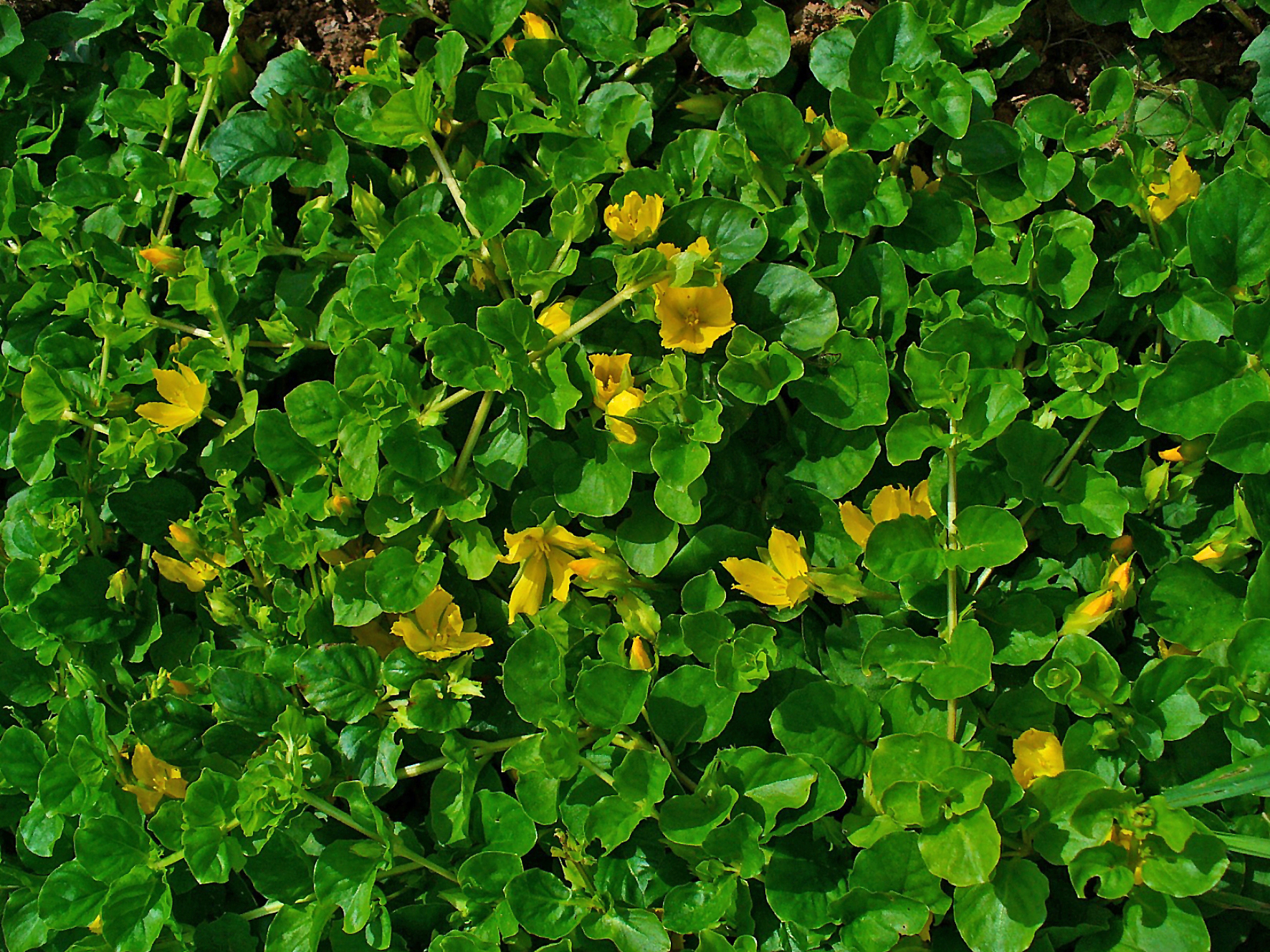
Вербозілля лучне

Ґрунтопокривні рослини («килимові рослини») — група низькорослих (нерідко сланких) декоративних рослин, що мають властивість активно захоплювати і утримувати нові площі.
Зазвичай до ґрунтопокривних рослин відносять невимогливі низькорослі рослини висотою до 15-20 см, які швидко розростаються, повністю закриваючи ґрунт і пригнічуючи при цьому бур'ян, стійкі проти захворювань і шкідників, а також здатні зберігати декоративний вигляд протягом всього вегетативного сезону (в тропічних і субтропічних регіонах — протягом усього року).

## Види ґрунтопокривних рослин
Як ґрунтопокривні використовують:
- Барвінок великий
- Вербозілля лучне
- Газанія жорсткувата
- Euphorbia amygdaloides
- Плющі

та інші рослини.